# Mitsuba Takanashi
Mitsuba Takanashi (Japonês: 高梨みつば Takanashi Mitsuba) é uma mangaka, autora de mangás como Bikou Route (微香ルート), Tenshi no Pocket (天使のポケット) e Ohisama no Hana (おひさまの花) que possuem um volume cada contendo cinco one-shots.
Seu mangá mais famoso é Akuma de Sourou com onze volumes.
Seu último trabalho foi Crimson Hero que foi publicado na revista Bessatsu Margaret entre 2003 e 2011